# Jean Lambert

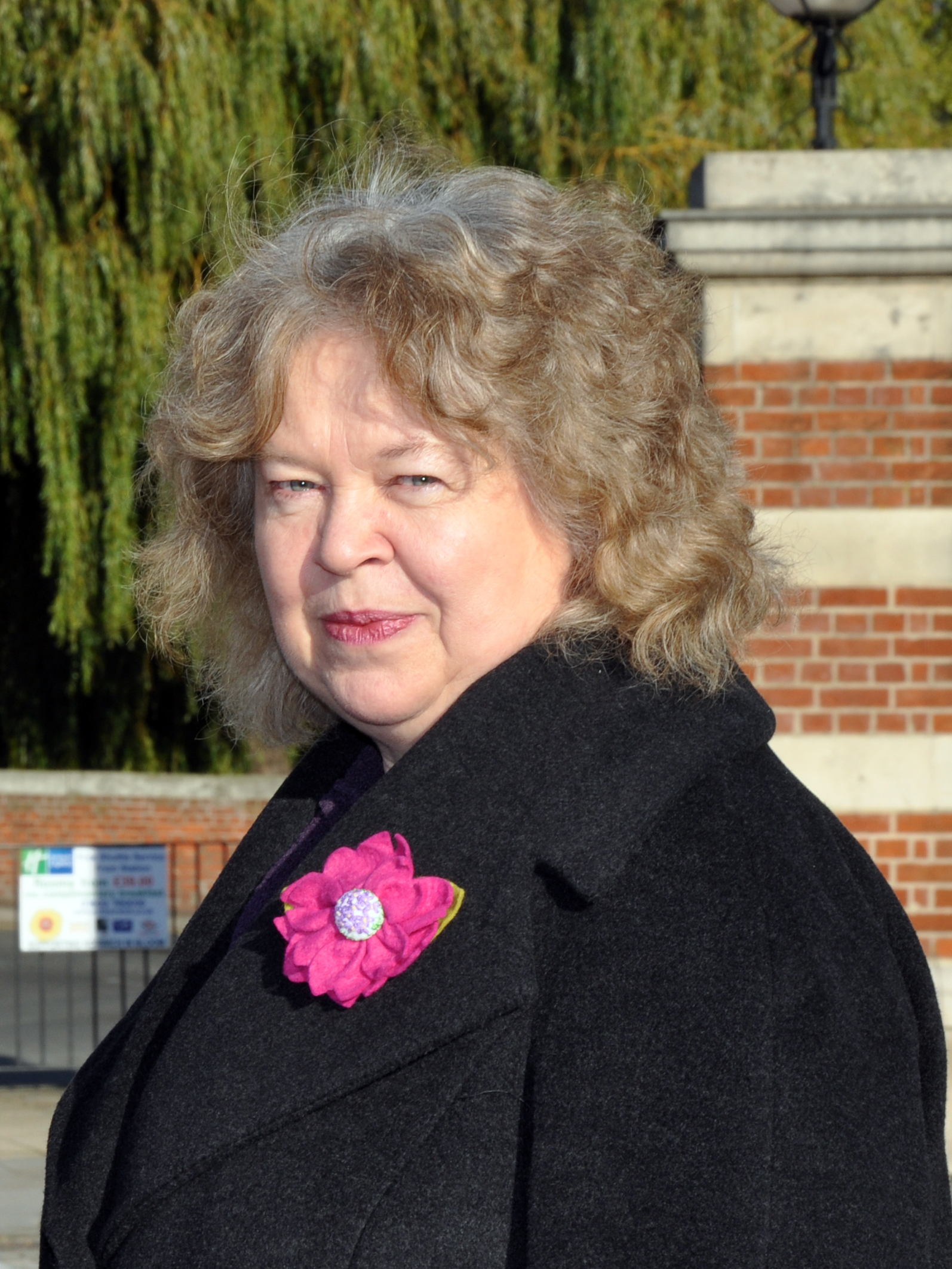
Jean Lambert

Jean Denise Lambert, född som Jean Denise Archer den 1 juni 1950, Orsett, Essex är en engelsk Green Party-politiker som varit EU-parlamentariker sedan 1999 där hon representerar London-regionen. Lambert är Vice-President i den gröna partigruppen i EU, Greens/European Free Alliance. Hon är författare är till ett flertal böcker, där hon resonerat om demokrati, mänskliga rättigheter, hållbar utveckling, miljö, klimat, grön ekonomi osv. Lambert är också aktiv i kampanjen för London Living Wage liksom för de globala demokratikampanjerna Charter 88 och Charter 99.